# هندسة الرصف
هندسة الرصف هي فرع من الهندسة المدنية التي تستخدم الأسلوب الهندسي لتصميم والمحافظة على الرصف المرنة (الإسفلت) والصلبة (الإسمنت). هذا يشمل الشوارع والطرق الرئيسية ومعرفة التربة والأرض والهيدروليك.